# أمالثيا (قمر)
أمالثيا (بالإنجليزية: Amalthea)‏ هو ثالث قمر من أقمار كوكب المشتري حسب بعد المسافة من الكوكب، وقد تم اكتشافه في 9 سبتمبر من العام 1892 للميلاد من قبل إدوارد إيمرسون برنارد
.
يدور أمالثيا في مدار قريب حول كوكب المشتري، ضمن الحافة الخارجية لحلقة أمالثيا الرقيقة التي تتكون من غبار يخرج من سطحه. يظهر كوكب المشتري هائلًا من سطح أمالثيا. يعتبر أمالثيا أكبر الأقمار الداخلية لكوكب المشتري، وهو ذو شكل غير منتظم، ولونه ضارب إلى الحمرة. يُعتقد أنه يتكون من جليد مسامي به كميات غير معروفة من المواد الأخرى. تشمل تضاريس سطحه حفرًا كبيرة وتلالًا.
التقط المسباران الفضائيتن «فوياجر 1» و«فوياجر 2» صورًا عن قرب لأمالثيا في عام 1979، وحصل العلماء على تفاصيل إضافية بواسطة مسبار الفضاء غاليليو في التسعينيات.

## التسمية
تمت تسمية هذا القمر نسبة إلى حورية تم ذكرها في الأساطير اليونانية. يُعرف أيضاً هذا القمر باسم المشتري الخامس (بالإنجليزية: Jupiter V)‏

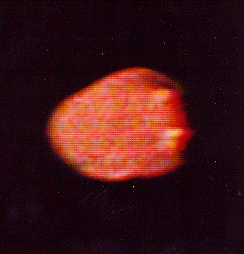
صورة ملونة للقمر أمالثيا من المركبة الفضائية فوياجر 1(1979)

## التاريخ

### الاكتشاف
اكتشف أمالثيا في 9 سبتمبر 1892، بفضل «إدوارد إيمرسون بارنارد»، باستخدام تلسكوب «جيمس ليك» الانكساري بحجم 36 بوصة (91 سم) في مرصد ليك. كان آخر قمر كوكبي يكتشف بالرصد البصري المباشر (خلافًا للتصوير الفوتوغرافي) وكان أول قمر جديد لكوكب المشتري منذ اكتشاف «غاليليو غاليلي» لأقمار غاليليو في عام 1610.

### الاسم
سُمي أمالثيا باسم «حورية» من الميثولوجيا الإغريقية، والتي أطعمت الرضيع زيوس (المكافئ اليوناني لجوبيتر)، مستخدمة حليب الماعز. رقمه الروماني هو جوبيتر الخامس. لم يعتمد اسم أمالثيا رسميًا من الاتحاد الفلكي الدولي حتى عام 1976، على الرغم من أنه كان قيد الاستخدام غير الرسمي لعدة عقود. اقتُرِح الاسم في البداية من «كاميلي فلاماريون». قبل عام 1976، كان أمالثيا يُعرف باسم جوبيتر الخامس.

## المدار
يدور أمالثيا حول كوكب المشتري على مسافة 181000 كم (2.54 من نصف قطر كوكب المشتري). ينحرف مدار أمالثيا لديه بمقدار 0.003 درجة ويميل 0.37 درجة بالنسبة إلى خط استواء كوكب المشتري. هذه القيم غير الصفرية الملحوظة للميلان والانحراف، وإن كانت صغيرة، فهي غير عادية بالنسبة لقمر داخلي، ويمكن تفسيرها بالتأثير الطوي (الأعمق) لقمر غاليلو، «آيو» «في الماضي، مر أمالثيا عبر عدة أصداء مدارية متوسطة الحركة مع آيو الذي حرض الميلان والانحراف (في الصدى متوسط الحركة، نسبة الفترات المدارية لجسمين هو رقم منطقي)».
يقع مدار أمالثيا قرب الحافة الخارجية لحلقة أمالثيا الرقيقة، والتي تتكون من الغبار الناتج من القمر.

## الخصائص الفيزيائية
سطح أمالثيا أحمر للغاية. قد يكون هذا اللون بسبب الكبريت الناشئ عن «آيو» أو بعض المواد الأخرى غير الجليدية. تظهر بقع ساطعة من صبغة أقل حُمرةً على منحدرات أمالثيا الرئيسية، لكن طبيعة هذا اللون غير معروفة حتى اليوم. سطح أمالثيا أكثر إشراقًا بقليل من أسطح الأقمار الداخلية الأخرى لكوكب المشتري. يلاحَظ أيضًا عدم تناسق واضح بين نصف الكره المُوجِه ونصف الكرة المُلاحِق «نصف الكرة الموجه أكثر إشراقًا بمقدار 1.3 مرة من نصف الكرة المُلاحِق». من المحتمل أن سبب عدم التناسق هو السرعة العالية وتكرار الصدمات على نصف الكرة المُوجِه، والتي استخرجت مادة ساطعة «من المفترض أنها جليد» من داخل القمر.
أمالثيا غير منتظم الشكل، بأفضل تقريب لشكل إهليلجي تكون قياساته 250 × 146 × 128 كم. تتراوح مساحة سطح أمالثيا بين 88000 و170000 كيلومتر مربع، أو ما يقارب 130000 كيلومتر مربع. مثل جميع أقمار كوكب المشتري الداخلية الأخرى، فهو مقيد مديًا تمامًا مع المشتري، ويشير المحور الطويل إلى كوكب المشتري في جميع الأوقات. سطحه مشوه بسبب الفوهات، وبعضها كبير جدًا بالنسبة لحجم القمر «يبلغ قطر الحفرة الأكبر «بان» 100 كيلومتر وعمقها 8 كيلومترات على الأقل. طول قطر فوهة «غايا» 80 كم، ومن المرجح أن يبلغ عمقها ضعف عمق بان». لأمالثيا العديد من النقاط المضيئة البارزة، وسمّيت اثنتان منها: «ليكتوس فاكولا» و«إيدا فاكولا»، وقد يصل قطر كل منها إلى 25 كم، وتقعان على حافة التلال.
قاد شكل أمالثيا غير المنتظم وحجمه الكبير في الماضي إلى استنتاج أنه جرم قوي وصلب إلى حد ما، وجادل العلماء بأن جرمًا مكونًا من الجليد أو مواد ضعيفة أخرى كان سيتحول إلى شكل أكثر كروية بجاذبيته الخاصة. ومع ذلك، في 5 نوفمبر 2002، مر مسبار غاليليو بمحاذاته بشكل مستهدف على بعد 160 كم من أمالثيا، واستغل العلماء انحراف مداره لحساب كتلته (قُدّر حجمه سابقًا بتحليل دقيق لجميع الصور الموجودة). وجد العلماء أن كثافة أمالثيا منخفضة وتصل إلى 0.86 جرام/سم مكعب، لذلك فهو إما جرم جليدي نسبيًا أو «كومة من الأنقاض» يسهل اختراقها أو (على الأرجح) شيء بينهما. تشير القياسات الحديثة لأطياف الأشعة تحت الحمراء من مرصد «سوبارو» إلى أن القمر يحتوي بالفعل على فلذات هيدرية، ما يشير إلى أنه لا يمكن أن يكون تشكل في موقعه الحالي، لأن كوكب المشتري كان سيذيبه. لذلك، من المحتمل أنه تشكل بعيدًا عن الكوكب أو أن يكون جرمًا من المجموعة الشمسية التقطه المشتري. لم تُلتقط أي صور خلال المرور المجاور لمسبار غاليليو (بسبب التلف الناتج عن الإشعاع في يناير 2002)، ودقة الصور الأخرى المتاحة منخفضة بشكل عام.
يشع أمالثيا حرارة أكثر قليلاً مما يتلقاه من الشمس، بسبب تأثير تدفق حرارة «يوفيان» (أقل من 9 كلفن)، وضوء الشمس المنعكس من الكوكب (أقل من 5 كلفن)، وقذف الجسيمات المشحونة (أقل من 2 كلفن). وهي سمة مشتركة مع «آيو»، على الرغم من أن الأسباب مختلفة.

## التضاريس الجيولوجية المحددة
توجد أربع تضاريس جيولوجية محددة في أمالثيا «فوهتان واثنتان من الصياخد (نقاط مضيئة). وتقع الفوهتان على حافة سلسلة من التلال على الجانب الذي لا يقابل كوكب المشتري.

## الصلة مع حلقات كوكب المشتري
نظرًا لقوة المد والجزر التي يفرضها كوكب المشتري، وكثافة أمالثيا المنخفضة، والشكل غير المنتظم، فسرعة الإفلات عند نقاط سطحه الأقرب إليه والأبعد من كوكب المشتري لا تزيد عن 1 م/ث، ويمكن أن يفلت الغبار منها بسهولة، مثل آثار النيازك الصغيرة. يشكل هذا الغبار حلقة أمالثيا الرقيقة.
اكتشف الماسح النجمي في مسبار غاليليو أثناء تحليقه المحاذي لأمالثيا تسع ومضات تبدو وكأنها أقمار صغيرة بالقرب من مدار أمالثيا. لا يمكن قياس مسافاتها الحقيقية، نظرًا لأنها رُصدت من موقع واحد فحسب. قد تكون بحجم الحصى أو بحجم ملعب. أصولها غير معروفة، ولكن ربما التقطها المشتري بتأثير جاذبيته لتصبح ضمن في مدارها الحالي، أو ربما تشظت من اصطدامات النيازك بأمالثيا. في المدار التالي والأخير (ساعة واحدة فقط قبل التدمير)، اكتشف غاليليو قمرًا صغيرًا آخر. ومع ذلك، هذه المرة كان أمالثيا على الجانب الآخر من المشتري، لذلك من المحتمل أن الجسيمات تشكل حلقة حول المشتري بالقرب من مدار أمالثيا.

## وصلات خارجية
- ملف أمالثيا بواسطة برنامج ناسا لاكتشاف النظام الشمسي
- المشتري من أمالثيا, لوحة بواسطة فرانك هيتيك, 2002.